# Dougal Dixon
Dougal Dixon (ur. 1 marca 1947 w Dumfries) – brytyjski geolog, paleontolog, ewolucjonista i pisarz.

## Życiorys
Absolwent geologii na Uniwersytecie w St Andrews, w 1970 roku uzyskał stopień bachelor’s degree, a w 1972 roku tytuł magisterski. Znany z książek z pogranicza tematyki popularnonaukowej i science fiction, dotyczących spekulacji naukowych na temat głównie ewolucji.  Nominowany do nagrody literackiej Hugo w 1982 roku za książkę After Man: A Zoology of the Future; ponadto kilkukrotnie nagradzany za swoją działalność, m.in.: Distinguished Achievement Award for Excellence in Educational Journalism w 1993 roku oraz The Children's Book Council w 1994 roku.

## Publikacje (wybrane)
- The Doomsday Machines (1980);
- After Man: A Zoology of the Future (1981);
- A Closer Look at Prehistoric Reptiles (1984);
- Find out about Dinosaurs and the Prehistoric World (1986);
- The New Dinosaurs: An Alternative Evolution (1988);
- When Dinosaurs Ruled the Earth (1989);
- Man After Man: An Anthropology of the Future (1990);
- Explore the World of Prehistoric Life on Earth (1992);
- Digging up the Past: The Search for Dinosaurs (1995);
- The Future Is Wild: A Natural History of the Future (2003 z Johnem Adamsem; na podstawie serialu dokumentalnego Dzika przyszłość produkcji Animal Planet);
- If Dinosaurs Were Alive Today (2007)[1][3].

Ponadto autor kilku serii tematycznych, m.in.: Dinosaur Dynasty (złożona z 6 części, 1992), Walking with Dinosaurs (złożona z 16 części, 1999; na podstawie serialu dokumentalnego Wędrówki z dinozaurami produkcji BBC) oraz Animal Story (złożona z 4 części, 2004).